# Tubuaia fosbergi
Tubuaia fosbergi es una especie de molusco gasterópodo de la familia Helicarionidae en el orden de los Stylommatophora.

## Distribución geográfica
Es endémica de las Islas Pitcairn.